# Aliakseï Tcharnouchevitch
Aliakseï Tcharnouchevitch (en biélorusse : Аляксей Аляксандравіч Чарнушэвіч, transcription anglaise : Aliaksei Charnushevich) est un joueur d'échecs soviétique puis biélorusse puis français né le 18 décembre 1978. Grand maître international depuis 1996, il représente la fédération française depuis 2003.
Au 1er juin 2016, Aliakseï Tcharnouchevitch est le 26e joueur français en activité avec un classement Elo de 2 493 points.

## Biographie et carrière
Aliakseï Tcharnouchevitch a remporté le championnat d'Europe des moins de 16 ans en 1994.
Il est affilié à la fédération française des échecs depuis 2012.
Il a participé au championnat de France d'échecs en 2009 et 2010, finissant deuxième du « National B » (derrière Emmanuel Bricard) en 2009, et finissant à la 8e-9e place du championnat A en 2010 avec 4,5 points sur 11.
Aliakseï Tcharnouchevitch a entraîné la joueuse Cécile Haussernot.
En 2012, il obtient le titre de grand maître international.